# Sztrumica (folyó)
A Sztrumica (macedónul, Струмица vagy Strumica,  bolgárul Струмешница, vagy Strumesnica) folyó Észak-Macedónia és Bulgária területén a Sztruma leghosszabb mellékfolyója.

## Földrajzi adatok
A Plačkovica-hegység déli lejtőjén ered, Észak-Macedóniában, Štiptől 20 km-re keletre, és Petricstől 10 km-re északkeletre torkollik a Sztrumába. A folyó vízgyűjtő területe 1 895 km², közepes vízhozama a torkolatnál 9 m³ másodpercenként. Hossza 103 km, ebből Észak-Macedóniában 80 km.  
Jelentős városok a Sztrumica mentén: Sztrumica és Petrics.